# Hemistola monotona
Hemistola monotona, en chino tradicional, 黃緣無繮青尺蛾, es una especie de polillas perteneciente a la familia Geometridae, descrita por primera vez por el lepidopterólogo japonés Hiroshi Inoue en 1983. La especie es endémica de las cordilleras medias y altas (1000 a 2560 m) de la isla de Taiwán y parece ser más dominante en las regiones de mayor altitud. Tiene gran similitud con otra especie de la región, H. piceacola con el cual comparte un rango superpuesto en su distribución.

## Descripción
Es una polilla pequeña, con una envergadura de 24 a 28 milímetros (0,9 a 1,1 plg). Las antenas de los machos son finamente pectinadas, mientras que las de las hembras son filiformes. El cuerpo y las alas son de color aguamarina. 

### Especies similares
Es similar en apariencia a Hemistola piceacola y la Hemistola fui, sin embargo, H. monotonoa tiene vellos en las alas amarillos, mientras que las otras dos especies los tienen verdes. La vena M3: Notas 1  en las alas posteriores de H. monotonoa sobresale hacia afuera, mientras que las otras dos polillas carecen de esta vena.